# Copa do Mundo de Xadrez de 2011
A Copa do Mundo de xadrez de 2011 foi um torneio de xadrez no sistema eliminatório com 128 jogadores, disputado entre 26 de agosto e 21 de setembro em Khanty-Mansiysk, Rússia. O vencedor foi Peter Svidler, que junto dos finalistas Alexander Grischuk e Vassily Ivanchuk, se qualificaram para o Torneio de Candidatos do Campeonato Mundial de Xadrez de 2013.